# FIBA Europapokal der Pokalsieger 1966/67
Die Saison 1966/67 war die 1. Spielzeit des FIBA Europapokal der Pokalsieger, der von der FIBA Europa ausgetragen wurde.
Den Titel gewann Ignis Varese aus Italien.

## Modus
An der Endrunde nahmen die 16 Pokalsieger des jeweiligen nationalen Pokalwettbewerbs teil. Zuerst wurde eine Qualifikation gespielt. Die Sieger der Spielpaarungen wurden in Hin- und Rückspiel ermittelt. Entscheidend war das gesamte Korbverhältnis beider Spiele. 
Die Sieger der Spielpaarungen im Achtelfinale, Viertelfinale, Halbfinale und im Finale wurden ebenfalls in Hin- und Rückspiel ermittelt.

## 1. Runde (Qualifikation)
|                        | Gesamt  |                  | Hinspiel | Rückspiel |
| ---------------------- | ------- | ---------------- | -------- | --------- |
| Duvbo IK               | 0:4 1   | Dinamo Bukarest  | 0:2      | 0:2       |
| Joventut de Badalona   | 225:95  | Benfica Lissabon | 107:38   | 118:57    |
| Helsingin Kisa-Toverit | 149:206 | GTS Wisla Krakau | 77:97    | 72:109    |
| Pokalsieger Marokkos 2 | 0:2     | Ignis Varese     | 0:2      |           |

## Teilnehmer an der Endrunde
| Belgien          | 1 | Royal SC Anderlecht             |
| Bulgarien        | 1 | BK Botev                        |
| BR Deutschland   | 1 | MTV Gießen                      |
| Frankreich       | 1 | ABC Nantes                      |
| Griechenland     | 1 | Aris Thessaloniki               |
| Israel           | 1 | Maccabi Tel Aviv                |
| Italien          | 1 | Ignis Varese                    |
| Jugoslawien      | 1 | KK Partizan Belgrad             |
| Luxemburg        | 1 | BBC Diekirch                    |
| Niederlande      | 1 | Flamingos Haarlem               |
| Österreich       | 1 | SK Handelsministerium Wien      |
| Polen            | 1 | GTS Wisla Krakau                |
| Rumänien         | 1 | Dinamo Bukarest                 |
| Spanien          | 1 | Joventut de Badalona            |
| Tschechoslowakei | 1 | TJK Spartak ZJS Brno            |
| Türkei           | 1 | Technische Universität Istanbul |

## Achtelfinale
|                                 | Gesamt  |                            | Hinspiel | Rückspiel |
| ------------------------------- | ------- | -------------------------- | -------- | --------- |
| Dinamo Bukarest                 | 144:152 | Royal SC Anderlecht        | 86:70    | 58:82     |
| BBC Diekirch                    | 170:210 | TJ Spartak ZJS Brno        | 69:94    | 101:116   |
| Ignis Varese                    | 150:111 | ABC Nantes                 | 81:43    | 69:68     |
| Technische Universität Istanbul | 129:155 | KK Partizan Belgrad        | 71:75    | 58:80     |
| Joventut de Badalona            | 182:121 | Flamingos Haarlem          | 84:49    | 98:72     |
| Maccabi Tel Aviv                | 172:162 | Aris Thessaloniki          | 101:71   | 71:91     |
| MTV Gießen                      | 141:206 | GTS Wisla Krakau           | 77:106   | 64:100    |
| BK Botev                        | 153:147 | SK Handelsministerium Wien | 83:74    | 70:73     |

## Viertelfinale
|                      | Gesamt  |                      | Hinspiel | Rückspiel | Entscheidungsspiel |
| -------------------- | ------- | -------------------- | -------- | --------- | ------------------ |
| Royal SC Anderlecht  | 145:178 | TJK Spartak ZJS Brno | 76:88    | 69:91     |                    |
| Ignis Varese         | 159:128 | KK Partizan Belgrad  | 83:55    | 76:73     |                    |
| Joventut de Badalona | 152:152 | Maccabi Tel Aviv     | 101:69   | 51:83     | 51:75 3            |
| GTS Wisla Krakau     | 135:139 | BK Botev             | 75:52    | 60:87     |                    |

### Halbfinale
|                     | Gesamt  |              | Hinspiel | Rückspiel |
| ------------------- | ------- | ------------ | -------- | --------- |
| TJ Spartak ZJS Brno | 136:142 | Ignis Varese | 83:84    | 53:58     |
| Maccabi Tel Aviv    | 158:128 | BK Botev     | 91:60    | 67:68     |

## Finale
|              | Gesamt  |                  | Hinspiel | Rückspiel |
| ------------ | ------- | ---------------- | -------- | --------- |
| Ignis Varese | 140:135 | Maccabi Tel Aviv | 77:67    | 67:68     |

- Final-Topscorer:  /  Tal Brody (Maccabi Tel Aviv): 53 Punkte